# 分子查询语言
分子查询语言（英語：Molecular Query Language，简写MQL），是一种在化学信息学领域中为复杂、困难和特殊的分子检索问题而设计的计算机语言。相比于已经广泛应用的SMARTS检索，分子查询语言为原子和化学键的空间和物理化学属性提供了技术规范。此外，这种语言也容易扩展后用于非原子图谱的查询处理。
这种查询语言基于扩展的extended Backus–Naur form（简称EBNF)使用javaCC写成。